# Howling Riot
Howling Riot is een zelf-uitgevende manga studio van Nederlandse oorsprong, ook wel bekend als een dojinshi cirkel. Hun werk richt zich op originele shonen verhalen voor jongens, en omvat manga's, games en merchandise.
De groep werd in 2005 opgericht door Renincy Sommers, Nynke Zwier en Els Deckers. Hiermee waren ze de vierde dojinshi cirkel in Nederland. Het ledental is sindsdien internationaal gegroeid naar ongeveer 12 vrijwilligers, bestaande uit tekenaars, schrijvers, en andere creatievelingen met elk hun specialismen. De leden werken, naast hun studies en banen, samen om strips te maken in de stijlvorm van Japanse manga. Deze worden vervolgens in eigen beheer uitgegeven op anime conventies, beurzen, en in stripwinkels.
In juli 2006 werd hun eerste boek uitgebracht op de jaarlijkse Nederlandse anime conventie in Almelo.
Howling Riot is ook onderdeel van de Nederlandse manga beweging 'Mangafique', en zet zich regelmatig in om manga in Nederland te promoten.